# Stiepan Makarow
Stiepan Osipowicz Makarow (ros. Степан Осипович Макаров; ur. 27 grudnia 1848?/8 stycznia 1849 w Mikołajowie, zm. 13 kwietnia 1904 pod Port Artur) – rosyjski wojskowy, dowódca morski, wiceadmirał, oceanograf, polarnik, budowniczy okrętów, dowódca rosyjskiej Eskadry Oceanu Spokojnego w wojnie rosyjsko-japońskiej 1904–1905. Autor ponad 50 prac naukowych z różnych dziedzin wojskowo morskich i oceanograficznych, z taktyki walki pancerników, niezatapialności i walki o żywotność (przetrwanie) okrętów.

## Młodość
Urodził się w rodzinie chorążego marynarki wojennej, służącego we flocie od szeregowego żołnierza. W 1865 ukończył Szkołę Morską w Nikołajewsku nad Amurem. W 1869 chorąży marynarki. Służył na okrętach Eskadry Oceanu Spokojnego, a od 1871 we Flocie Bałtyckiej, gdzie badał problemy niezatapialności okrętów.

## Wojna rosyjsko-turecka
Służąc od 1876 we Flocie Czarnomorskiej, zaproponował budowę okrętu-bazy kutrów minowych i torpedowych „Wielki Książę Konstanty”. Dowodził tym okrętem podczas wojny z Turcją (1877–1878), podczas której dowodzone przez niego kutry atakowały tureckie okręty minami wytykowymi i holowanymi. 16 stycznia 1878 wykonał, jako pierwszy na świecie, skuteczny atak torpedą samobieżną, topiąc kanonierkę „İntibah”.

## Badania oceanograficzne
W 1881 dowodząc okrętem „Tamań” wykonał badania Cieśniny Bosfor i wydał pracę pt. „O wymianie wód w morzach Czarnym i Śródziemnym”. W 1885 otrzymał nagrodę Rosyjskiej Akademii Nauk. W latach 1886–1889 dowodząc korwetą „Witiaź” opłynął Ziemię. W czasie rejsu prowadził prace oceanograficzne. Rezultatem badań była praca „Witiaź i Ocean Spokojny”.

## Dowódca i konstruktor
Od 1890 młodszy flagman floty Floty Bałtyckiej, od 1891 główny inspektor artylerii morskiej, od końca 1894 dowódca Eskadry Śródziemnomorskiej. W latach dziewięćdziesiątych wynalazł i zastosował do pocisków artyleryjskich dodatkowe głowice powodujące znaczne zwiększenie ich mocy przebijającej tzw. „głowice Makarowa”. W latach 1894–1896 po raz drugi opłynął kulę ziemską. W 1896 dowódca eskadry Floty Bałtyckiej. Zaproponował i wykonał projekt pierwszego specjalistycznego lodołamacza w celu badania Arktyki. Pracował przy budowie pierwszej jednostki tego typu: „Jermaka”. W 1897 wydał pracę „Poglądy na temat taktyki morskiej”. Sformułował w niej zasady obrony przeciwminowej i przeciwokrętowej. Wykonał dwa rejsy lodołamaczem w Arktyce w 1899 i 1901 roku. Od 1899 naczelny dowódca portu Kronsztad. W pracy „Bez żagli” przedstawił zasady szkolenia i wychowania marynarzy w czasie pokoju.

## Wojna rosyjsko-japońska
W czasie wojny rosyjsko-japońskiej 1904-1905 dowodził Eskadrą Oceanu Spokojnego od 14 lutego 1904. Przybył do Port Artura 8 marca. Zginął na pancerniku „Pietropawłowsk”, który uległ zatopieniu w wyniku wpłynięcia na minę morską.
W 1913 postawiono pomnik Makarowa w Kronsztadzie. Kilku okrętom nadano też nazwę Admirał Makarow.